# Lista de grupos armados na Guerra Civil Síria
Diversos grupos armados estão envolvidos na Guerra Civil Síria.

## Forças Envolvidas
| República Árabe da Síria e aliados | Oposição Síria e aliados | Curdistão sírio e aliados | Estado Islâmico e aliados                                                                                 |
| --- | --- | --- | --- |
| Forças governamentais sírias: Forças Armadas da Síria - Exército Árabe Sírio - Guarda Republicana - Batalhão Armada "Leoas da Defesa" - 100.º Regimento de Artilharia - 101.º Regimento de Infantaria de Segurança - 102.º Regimento de Infantaria de Segurança - 102.º Regimento de Comandos - 103.ª Brigada de Comandos - Fuzileiros navais da Síria - 104.º Regimento de Paraquedistas - 105.ª Brigada Mecanizada - 106.ª Brigada Mecanizada - 124.ª Brigada de Forças Especiais - 800.º Regimento - 30.ª Divisão - Forças Populares de Apoio e Segurança - 4.ª Divisão Blindada - 9.ª Divisão Blindada - Forças Tigre - 1.º Corpo - 2.º Corpo - 3.º Corpo - 3.ª Divisão Armada - Forças Escudo de Qalamoun - 4.º Corpo - 5.º Corpo - Forças Escudo de Leão - ISIS Hunters - Forças Tribais - 8.ª Brigada - 2.ª Brigada - 3.ª Brigada - Mártir ou Vitória - 79.º Batalhão - Legião Baath (composta por elementos da Brigadas Baath) - - Forças Escudo da Pátria - Brigada de Elite de Infantaria Leve - 17.ª Divisão - 18.ª Divisão Armada Força Aérea Árabe Síria Marinha da Síria Forças de Defesa Nacional - Regimento dos Golã - Brigada Falcões de Quneitra - Milícias tribais al-Shaitat Forças Locais de Defesa - Brigada Baqir - Regimento Tribos de Manbij - Regimento Safira Directório de Intelegência Militar - Forças Escudo de Segurança Militar - Falcões de Segurança Militar - Brigada Escudo do Sul - Regimento Comandos do Deserto - Leões de Hamidiya - Forças dos Combatentes Tribais - Falcões do Eufrates Directório de Inteligência da Força Aérea - Ḥurrās al-Fajr - Brigada Khaybar - Regimento Nusur Homs Forças Policiais - Ministério do Interior - Directório da Segurança Política - Directório da Segurança Geral - Directório da Segurança Criminal - Forças de Missões Especiais Sírias Grupos/milícias e Países aliados: - As-Sa'iqa - Partido Social Nacionalista Sírio - Águias do Furacão - Movimento Amal - Guarda Nacionalista Árabe - Resistência Síria - Falcões de Jazira e Eufrates - Jaysh al-Muwahhideen - Forças de Abu Ibrahim - Bayraq al-Suwayda - Sootoro - PFLP-GC - Liwa al-Quds - Forças da Galileia - Fatah al-Intifada - Exército da Libertação da Palestina - Brigadas Baath - Liwa Abu al-Fadhal al-Abbas - Movimento Palestina Livre - Liwa Fatemiyoun - Liwa Zainebiyoun - Houthis - Resistência Nacional Síria - Corpos Eslavos - Voluntários de Extrema-direita - Hezbollah - Quwat al-Ridha - Liwa al-Imam al-Mahdi - Resistência Nacional Ideológica - Forças Radwan - Unidade 910 - Forças de Mobilização Popular - Kata'ib Sayyid al-Shuhada - Organização Badr - Asa'ib Ahl al-Haq - Kata'ib Hezbollah - Kata'ib al-Imam Ali - Exército Mahdi Irão - Forças Armadas do Irão - IRGC - Força Quds - Basij - Exército do Irão Rússia - Forças Armadas da Rússia - Força Aérea Russa - Marinha da Rússia - Comando Geral - Departamento Central de Inteligência - Spetsnaz - Comando de Operações Especiais - Forças de Operações Especiais - Polícia Militar - Tropas Aerotransportadas - Grupo Wagner Iraque (ataques aéreos contra o EI) - Força Aérea Apoio armado: - Rússia - Irão - Iraque - China - Coreia do Norte - Cuba (alegado) - Bielorrússia (alegado) Apoiado or: - CIS - Rússia - Armênia - Azerbaijão - Bielorrússia - Cazaquistão - Quirguistão - Moldávia - Tajiquistão - Uzbequistão - Sérvia - Venezuela - Índia - Paquistão - Argélia - Egito - Bahrein - Abecásia - Ossétia do Sul - Líbia (Câmara dos Representantes da Líbia, alegado) | Grupos armados rebeldes ligados à Oposição Síria Exército Nacional Sírio - Jaysh al-Islam - Legião Al-Rahman - Brigadas Turcomenas Sírias Frente da Libertação da Síria - Ahrar al-Sham - al-Din al-Zenki Frente Nacional pela Libertação - Legião do Sham - Brigada Mártires do Islão Exército Livre de Idlib - Brigada dos Falcões da Montanha - Divisão Norte - 13.ª Divisão - Frente de Revolucionários de Saraqib 1.ª Divisão Costeira 2.º Exército - 46.ª Divisão - 312.ª Divisão - 314.ª Divisão 2.ª Divisão Costeira Exército de Elite 1.ª Divisão de Infantaria Jaysh al-Nasr 23.ª Divisão Exército dos Homens Livres Brigadas Suqour al-Sham Frente do Sul Frente Autenticidade e Desenvolvimento Exército das Tribos Livres Exército do Comando Revolucionário Alwiya al-Furqan Frente Nacional pela Libertação da Síria Exército Unificado Sírio 404.ª Divisão "Leões do Golã" Frente da Libertação Síria - Brigada Espada de Deus - Brigada Mártires de Idlib - Brigada Saad ibn Muaz - Batalhão Ali ibn Abi Talib União Islâmica Ajnad al-Sham Regimento 111 Frente de Salvação Jaysh al-Izza Divisão Central 40.ª Brigada Movimento de Libertação Nacional - Brigada Homens de Deus Forças Policiais - Polícia Livre Síria - Polícia Livre - Forças Especiais Grupos/milícias e Países aliados: - Lobos Cinzentos - Irmandade Muçulmana - Irmandade Muçulmana Síria - Conselho Escudos da Revolução (até 2014) - Hamas (2012-2013) - Aknaf Bait al-Maqdis - Exército Livre do Iraque - Organização dos Mujahidin do Povo Iraniano Turquia - Exército da Turquia - Segundo Exército - 1.ª Brigada de Comandos - Terceiro Exército - Gendarmaria - Operações Especiais de Gendarmaria - Guardas Locais - Força Aérea Turca - Marinha da Turquia - SAT - SAS - Brigada de Fuzileiros Navais - Comando Geral - Forças Especiais - Directório Geral de Segurança - Organização Nacional de Inteligência Estados Unidos (contra o EI e ataques limitados contra o Governo Sírio) - Força Aérea - Marinha dos Estados Unidos Reino Unido (ataques limitados contra o Governo Sírio) - Força Aérea Real França (ataques limitados contra o Governo Sírio) - Exército do Ar Francês - Marinha Nacional Francesa Rússia (apenas contra o EI e em apoio à Turquia) - Força Aérea Russa Israel (ataques limitados contra o Governo Sírio e o Hezbollah) - Forças de Defesa de Israel - Força aérea de Israel Apoio armado: - Catar - Arábia Saudita (até 2017) - Turquia - França - Israel (até 2018) - Estados Unidos (até 2017) - CIA - Reino Unido (até 2017) - MI6 - Jordânia (até 2017) - Emirados Árabes Unidos (até 2017) - Egito (até 2013) - Líbia (até 2014) Grupos jihadistas e salafistas - Tahrir al-Sham - Comando Central da Al-Qaeda - Aliança de Apoio Islâmico - Organização Guardiões da Religião - Ansar al-Tawhid - Ajnad al-Kavkaz - Katiba Abd Ar-Rahman - Soldados de Mahdi - Emirado do Cáucaso - Frente Ansar al-Din - Harakat Fajr ash-Sham al-Islamiya - Ansar ut-Turkistan - Katibat al-Ghuraba al-Turkistan - Ansar al-Islam Apoiados por: - Catar - Arábia Saudita - Turquia (até 2017) | Forças Democráticas Sírias - Unidades de Proteção Popular - Batalhão Internacional do YPG - Unidades de Proteção das Mulheres - Unidades Anti-Terror - Milícias tribais Shammer - Forças al-Sanadid - Forças de Elite - Batalhão Saadallah al-Jabiri - Exército dos Revolucionários - Jabhat al-Akrad - Batalhão Mártir Areef Qasim - 30.ª Divisão - Brigada Seljuq - Brigada dos Mártires Turcomenos - Forças Tribais - Brigada Democrática do Norte - Forças Shahba - Batalhão do Sol do Norte - Brigada Eufrates - Brigada Mártires do Eufrates - Brigada Al-Qusais - Brigada Turcomena de Manbij - Frente dos Revolucionários de Raqqa - Batalhão das Mulheres Livres de Raqqa - Brigada Falcões de Raqqa - Grupo Ghanim - Brigada Mártir Tasleem Jimmo - Brigada Mártires de Raqqa - Cavaleiros de Jazira - Liwa Owais al-Qorani - União dos Oficiais Livres - Jaysh al-Salam - Brigada dos Revolucionários de Tell Abyad - Brigada Livre de Raqqa - Brigada Livre de Taqba - Brigada Umanaa al-Raqqa - Brigada Harun al-Rashid - Brigada Libertação de Eufrates - Brigada dos Revolucionários de Manbij - Batalhões do Eufrates e Jarablus - Conselho Militar Siríaco - Forças de Proteção das Mulheres de Bethnahrain - Guardas Khabour - Guardas Populares Assírias - Brigada pela Libertação de Idlib e Afrin - Brigada dos Revolucionários de Idlib - Milícias tribais al-Shaitat - Milícias tribais Zubayd - Milícias tribais Al-Baggara - Milícias tribais Harabiyya Conselhos militares - Conselho Militar de Manbij - Conselho Militar de Al-Bab - Conselho Militar de Jarablus - Conselho Militar de Deir ez-Zor - Conselho Militar de Idlib Forças Policiais - Asayish - Unidades de Intervenção Especial - Sutoro - Forças de Segurança Interna de Raqqa Unidades de Defesa Civis - Forças de Autodefesa - Forças de Defesa Civil - Forças de Segurança da Fronteira Síria Grupos/milícias e Países aliados: - Partido dos Trabalhadores do Curdistão - - Forças de Defesa Popular - Unidade das Mulheres Livres - Batalhão Internacional da Liberdade - MKLP - TKP/ML - MKP - Forças Unidas da Libertação - THKP-C/MLSPB - Insurreição Social - Devrimci Karargâh - PML (RC) - TKEP/L - RUIS - IRPGF - TQILA - Brigada Henri Krasucki - Brigada Bob Crow - Aliança de Sinjar - Unidades de Resistência de Sinjar - Unidades das Mulheres de Êzidxan Curdistão iraquiano - Peshmerga - Grupo Contraterrorista CJTF-OIR - Estados Unidos - Exército dos Estados Unidos - Forças Especiais - Delta Force - Força Aérea - TACP - Reino Unido - Serviço Aéreo Especial - França - Exército de Terra Francês - Comando de Forças Especiais - Austrália - Países Baixos - Alemanha - Jordânia - Emirados Árabes Unidos - Canadá (até 2016) Rússia (até 2017) - Força Aérea Russa Iraque (a partir de 2018) - Exército do Iraque - Força Aérea Apoio armado: - Curdistão Iraquiano - França - Estados Unidos - Rússia (até 2017) - Emirados Árabes Unidos - Arábia Saudita (a partir de 2018) - Chéquia (alegado) - Síria (até 2017) | Estado Islâmico - Exército do Estado Islâmico - Exército Khalid ibn al-Walid - Dokumacılar - Jund al-Aqsa |